# Peter Schäffler
Peter Schäffler (* 16. November 1939) ist ein ehemaliger deutscher Fußballspieler. Er hat für die Vereine ASV Landau und Stuttgarter Kickers von 1963 bis 1973 insgesamt 319 Ligaspiele in den zweitklassigen Regionalligen Südwest und Süd absolviert und dabei 15 Tore erzielt.

## Laufbahn als Fußballer
Schäfflers Weg führte zunächst vom 1. FC Rechberghausen und dem 1. Göppinger SV 1961 zu den Amateuren des VfB Stuttgart. Mit den VfB-Amateuren gewann er 1963 die deutsche Amateurmeisterschaft. Nach zwei Spielzeiten in der Reserve beim VfB wechselte er in die zweitklassige Regionalliga Südwest zum ASV Landau. Mit Landau belegte er 1963/64 den 19. Rang und er hatte an der Seite von Mitspieler Franz Schmitt 33 Ligaspiele für den Absteiger absolviert und fünf Tore erzielt. Er kehrte im Sommer 1964 wieder nach Stuttgart zurück und war für die Stuttgarter Kickers ebenfalls in der zweithöchsten Spielklasse der Fußball-Regionalliga Süd neun Jahre aktiv. Unter Trainer Georg Wurzer belegte Schäffler mit seinen Mannschaftskameraden dreimal in Folge, 1966/67 bis 1968/69, den vierten Rang. Zur Runde 1973/74 ging er in das Amateurlager zurück und schloss sich dem 1. Göppinger SV an.

## Berufliches
Beruflich war Schäffler als Verkaufsleiter beim Kickers-Sponsor Autohaus Staiger tätig.